# Mordsache Holm
Mordsache Holm ist ein deutscher Kriminalfilm aus dem Jahr 1938, der unter der Regie von Erich Engels entstand. Der Spielfilm basiert auf dem Roman Der Rote Faden von Axel Rudolph. Die Uraufführung fand am 18. Juni 1938 in Regensburg statt.

## Handlung
In Bremen erhält die Varietétänzerin Graziella Holm überraschenden Besuch von Dr. Körner aus Berlin, einem Freund ihrer Schwester Jenny. Er will Graziella davon überzeugen, ihre Karriere als Tänzerin zu beenden. Da sie dringend nach Hamburg muss, nimmt sie ihn in ihrem Auto mit. Als es während der Fahrt zu einem Streit kommt, hält sie mitten auf der Autobahn an und Körner verlässt den Wagen.
Kurze Zeit später wird der verunglückte Wagen Holms von der Polizei an der Autobahn gefunden. Im Auto sitzt die tote Graziella. Sie ist, wie die Ermittler später feststellen, erwürgt worden. Unter einem Fingernagel der Ermordeten finden sie einen roten Faden, der nicht zu ihrer Kleidung passt. Mordkommissionen bei der Kriminalpolizei in Bremen und bei der Reichszentrale zur Bekämpfung von Kapitalverbrechen in Berlin nehmen die Ermittlungen auf. In Bremen werden der Tanzpartner von Graziella, Manuel Albano, und der englische Agent Budger, der Graziella ein Engagement in London vermitteln wollte, verhört. Die Ermittler erfahren dabei vom Besuch eines unbekannten Mannes aus Berlin (Körner), der zuletzt mit Graziella gesehen wurde und mit ihr nach Hamburg gefahren sein soll. Daraufhin wird eine Fahndung nach diesem Unbekannten ausgelöst.
Körner stellt sich in Berlin der Mordkommission unter Kriminalrat Wiegand, der nach weiteren Ermittlungen Körners Angaben über die Vorgänge auf der Autobahn bestätigt sieht. In der Zwischenzeit erhält Jenny Nerger einen Erpresserbrief, der Körner belastet und eine Forderung von 10.000 Mark für das Verschweigen der Belastungsmomente enthält. Aus Sorge um Körner entschließt sich Jenny, die 10.000 Mark aus ihrem Privatvermögen zu zahlen. Als Erpresser wird ihr Ehemann verhaftet, der mit dem Mord an Graziella nichts zu tun hat.
Ins Visier der Ermittler gerät nun der vorbestrafte August Schmoll, der sich am Tattag in Bremen aufgehalten hatte. Bei seiner Vernehmung wird Kriminalrat Wiegand auf den roten Gürtel aufmerksam, den Schmoll trägt. Von diesem, so stellt sich heraus, stammt der rote Faden, der bei Graziella gefunden wurde. Die Polizei geht davon aus, dass sie mit dem Gürtel erdrosselt wurde. So unter dringenden Mordverdacht geraten, schildert Schmoll, wie er an den Gürtel gelangt ist. Ein gewisser Alfred, den er aus Berlin kenne, habe ihm Kleidung zur Reinigung gegeben. Da er die Kleidung nicht abgeholt habe, sei der Gürtel in seinem Besitz verblieben. Nach weiteren Ermittlungen werden die Angaben Schmolls letztlich bestätigt. Der gesuchte Alfred ist der Mann, der sich als Agent Budger in Bremen ausgegeben hat.
Seine Spur führt nach Kopenhagen. Dorthin ist auch Jenny Nerger aufgebrochen, um an einer Testamentseröffnung teilzunehmen. Die Kriminalbeamten nehmen an, dass der Mord an Graziella mit dem Nachlass ihrer wohlhabenden Tante in Zusammenhang steht und sich damit Jenny in Lebensgefahr befindet. Es beginnt ein Wettlauf mit der Zeit. Kriminalrat Wiegand fliegt mit Körner nach Kopenhagen. In Zusammenarbeit mit Kriminalinspektor Haakonsen von der Kopenhagener Kriminalpolizei kann „Alfred“, ein weiterer erbberechtigter Neffe namens Morton Beck, im Hotel Merkur überwältigt werden.

## Hintergrund
Die Dreharbeiten fanden von Anfang Februar bis März 1938 im Terra-Glashaus in Berlin-Marienfelde statt, die Außenaufnahmen auf einem Stück der Reichsautobahn in Berlin.
Der Mörder wird von dem späteren Regisseur Wolfgang Staudte verkörpert.
Der Film wurde von der Filmprüfstelle im nationalsozialistischen Deutschland mit dem Prädikat „staatspolitisch wertvoll“ ausgezeichnet.

## Kritik
Der Film wird von späteren Kritikern in Deutschland positiv bewertet:

„Nach englischen und amerikanischen Vorbildern geradlinig erzählter und sachlich dargestellter Kriminalfilm.“

„Engels’ ‚Mordsache Holm‘ (1938) erweist sich als spannender Krimi mit gesellschaftskritischen und witzigen Tönen.“

Das Radio-Feature Zwischen Unterhaltung und Propaganda – Der Krimi im Dritten Reich des Deutschlandfunks stellt, am Beispiel von Mordsache Holm, Krimis im nationalsozialistischen Deutschland in den zeitgeschichtlichen Kontext und bemerkt:

„Diese Ermittler, die Jungen forsch und doch charmant, die Älteren gern altväterlich menschelnd, sowie den rechtsstaatlichen Hintergrund müssten die Zeitgenossen angesichts der mörderischen Praxis des Regimes eigentlich als Hohn empfunden haben. Vielleicht trafen sich in diesen Geschichten aber auch die Wunschvorstellungen von Regime und den Millionen von Lesern und Kinobesuchern. Die einen wollten ein solches Bild vom NS-Reich gegen alle Wirklichkeit vermitteln und die anderen wollten es gern glauben. Nur ganz wenige Krimiautoren versuchten auf diese offensichtliche Diskrepanz zwischen populärem schönen Schein und der Realität des NS-Staates anzuspielen.“